# Meilenstein (Güntersberge)

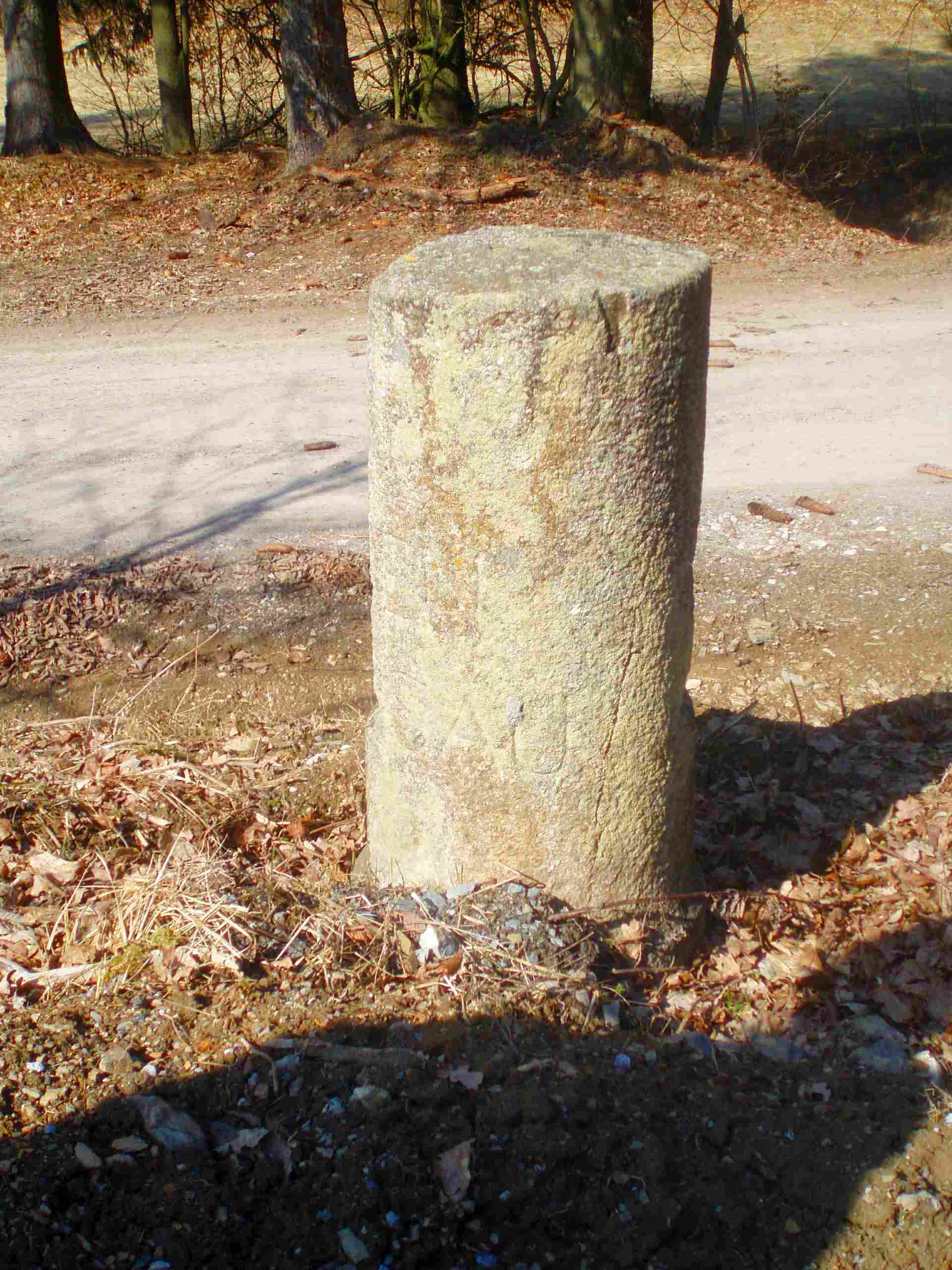
Meilenstein bei Güntersberge

Der Meilenstein bei Güntersberge ist ein Kleindenkmal in der Stadt Harzgerode im Landkreis Harz in Sachsen-Anhalt.
Die Stadt Güntersberge besitzt mehrere anhaltische Meilensteine, die in neue Nutzungen überführt wurden. An der Alten Gernröder Straße befindet sich östlich von Bärenrode ein historischer Rundsockelstein, der offenbar zu einem Wegweiserstein umgearbeitet wurde. Lesbar sind die Buchstaben EN und darunter SAU, doch diese reichen aus, um den Stein zuzuordnen, denn das entspricht der üblichen Beschriftung von Meilensteinen in Anhalt, die jeweils die Entfernungsangabe zur Landeshauptstadt Dessau trugen. Man kann die Wörter also mit MEILEN und DESSAU auflösen.
Der Stein in der Nähe des Forsthauses Uhlenstein markiert hier eine historische Straßenführung, denn heute handelt es sich hier nur noch um einen Waldweg. An diesem steht er an einer Kreuzung, die abgeschlagenen Ecken sind typisch für Wegweisersteine. Dass es sich hier um eine historische Wegeführung handelt und der Stein vielleicht sogar noch am Originalstandort steht, zeigt, dass sich der Stein genau 13 anhaltische Meilen von Dessau entfernt befindet. Die anhaltische Meile entsprach der preußischen Meile und war 7,532 Kilometer lang. Wir befinden uns hier also fast 98 Straßenkilometer von Dessau entfernt.
Der einstige Distanzanzeiger besteht aus Granit. Er verlor im Jahr 1873 seine ursprüngliche Bedeutung. Wie alle Meilensteine in Sachsen-Anhalt steht er unter Denkmalschutz. Er ist aber anscheinend nicht im Denkmalverzeichnis registriert.